# Connie Francis

Concetta Rosa Maria Franconero (Newark, 12 de dezembro de 1937 – 16 de julho de 2025), mais conhecida como Connie Francis, foi uma cantora e atriz estadunidense, que fez sucesso nos anos 50 com canções como "Stupid Cupid", "Who's Sorry Now", "Frankie" e "Where the Boys Are". Também fez sucesso interpretando músicas italianas como "Al Di La" e "Quando Quando Quando", e seu LP, Connie Francis A La Italiana, fez um enorme sucesso nos anos 60. Estima-se que ela tenha vendido mais de 100 milhões de discos em todo o mundo.
Em 1960, Francis foi reconhecida como a artista feminina de maior sucesso na Alemanha, Japão, Reino Unido, Itália e Austrália, e em todos os outros países onde os discos foram adquiridos. Ela foi a primeira mulher na história a alcançar o primeiro lugar na Billboard Hot 100, apenas um de seus outros 53 sucessos de carreira.

## Biografia

### 1937–1955: início da vida e primeiras aparições
Francis nasceu em uma família ítalo-americana no bairro Ironbound de Newark, Nova Jérsei, o primeiro filho de George Franconero e Ida (nascida Ferrari-di Vito), passando seus primeiros anos em Crown Heights, área do Brooklyn (Utica Avenue/Avenida St. Marks) antes de a família se mudar para Nova Jérsei.
Crescendo em um bairro ítalo-judeu, Francis tornou-se fluente em iídiche, o que a levou mais tarde a gravar músicas em iídiche e hebraico.
Francis frequentou a Newark Arts High School em 1951 e 1952. Ela e sua família se mudaram para Belleville, Nova Jérsei, onde Francis se formou como salutador na turma da Belleville High School de 1955.
Francis continuou a se apresentar em festividades de bairro e shows de talentos (alguns deles transmitidos pela televisão), aparecendo alternadamente como Concetta Franconero e Connie Franconero. Com o último nome, ela apareceu no programa de variedades da NBC, Startime Kids, entre 1953 e 1955.
Durante os ensaios para sua aparição no Arthur Godfrey's Talent Scouts em dezembro de 1950, Francis foi aconselhada por Godfrey a mudar seu nome artístico para Connie Francis para facilitar a pronúncia. Godfrey também disse a ela para largar o acordeão - conselho que ela seguiu com prazer, pois começou a odiar o instrumento grande e pesado.

### 1955–1957: contrato de gravação, mas fracasso comercial
Em 1955, Startime Kids saiu do ar. Em maio daquele mesmo ano, George Franconero Sr. e o empresário de Francis, George Scheck, arrecadaram dinheiro para uma sessão de gravação de quatro canções que esperavam vender para uma grande gravadora em nome do próprio Francis. Mesmo quando a MGM Records decidiu assinar um contrato com ela, foi porque uma faixa que ela gravou, "Freddy", era o nome do filho de um executivo da empresa, Harry A. Meyerson, que pensava na música como um belo presente de aniversário. Consequentemente, "Freddy" foi lançado como o primeiro single de Francis, que acabou sendo um fracasso comercial, assim como seus próximos oito singles solo.
Apesar dessas falhas, Francis foi contratado para gravar os vocais para as cenas de "canção" de Tuesday Weld no filme Rock, Rock, Rock de 1956, e para Freda Holloway no filme de rock and roll da Warner Brothers de 1957, Jamboree.
No outono de 1957, Francis teve seu primeiro sucesso modesto com um dueto que ela gravou com Marvin Rainwater: "The Majesty of Love", com "You, My Darlin' You" como lado B, alcançou a posição 93 no na Billboard Hot 100.

### No Brasil
Connie também regravou sucessos da música brasileira como "Deixa Isso Para Lá" (Bossa Nova Hand Dance, 1964), escrita por Alberto Paz e Édson Menezes e consagrada na voz de Jair Rodrigues.

## Vida pessoal

### Casamentos
Francis foi casada quatro vezes. Em 1964, ela foi casada por um breve período com Dick Kanellis, assessor de imprensa e diretor de entretenimento do Hotel Aladdin. Em janeiro de 1971, ela se casou com Izzy Marion, dono de um salão de cabeleireiro, divorciando-se 10 meses depois. Em 1973, Francis casou-se pela terceira vez – o seu único casamento que durou mais de alguns meses – com Joseph Garzilli, dono de restaurante e proprietário de uma agência de viagens; eles se divorciaram em 1977. Foi durante o terceiro casamento que Francis adotou um menino, Joey. Francis casou-se com o produtor de TV, Bob Parkinson, em 27 de junho de 1985, divorciando-se no final daquele ano.

### Relacionamento com Bobby Darin
No início de sua carreira, Francis foi apresentada a Bobby Darin, então um cantor e compositor promissor. O empresário de Darin providenciou para que ele ajudasse a escrever várias músicas para ela. Apesar de algumas divergências sobre o material, depois de várias semanas, Darin e Francis desenvolveram um relacionamento romântico. O rígido pai italiano de Francis separaria o casal sempre que possível. Quando seu pai soube que Darin havia sugerido que os dois fugissem depois de um de seus shows, e ele expulsou Darin do prédio sob a mira de uma arma.
Francis viu Darin apenas mais duas vezes: uma vez, quando os dois estavam programados para cantar juntos em um programa de televisão, e novamente, quando ela foi destaque na série de TV This Is Your Life. Na época da gravação deste último, Darin já havia se casado com a atriz Sandra Dee. Em sua autobiografia, Francis afirmou que ela e seu pai estavam entrando no Lincoln Tunnel quando o DJ da rádio anunciou o casamento de Dee e Darin. Seu pai fez um comentário negativo sobre Darin finalmente ter saído de suas vidas. Irritada, Francis escreveu que esperava que o rio Hudson enchesse o túnel Lincoln, matando ela e seu pai; mais tarde ela escreveu que não se casar com Darin foi o maior erro de sua vida.

### Política e ativismo
Francis apoiou a candidatura de Richard Nixon à presidência em 1968, quando ela gravou uma canção de campanha para ele.
Numa entrevista de 2011, Francis descreveu-se como "uma liberal obstinada".

### Ações judiciais
Em 27 de novembro de 2002, ela entrou com uma segunda ação contra a Universal Music Group, alegando que a gravadora havia infligido grave sofrimento emocional a ela e violado seus direitos morais quando, sem sua permissão, sincronizou várias de suas músicas em filmes de "tema sexual": o filme de 1994, Post Cards from America, o filme The Craft de 1996 e o filme Jawbreaker de 1999. Este processo também foi rejeitado.
Francis também processou os produtores de Jawbreaker por usarem sua música "Lollipop Lips", que é ouvida durante uma cena de sexo.

### Morte
Francis morreu no dia 16 de julho de 2025, aos 87 anos, duas semanas após ser revelado que ela havia sido hospitalizada devido a "dor extrema". 